# 웨더스 오리지널

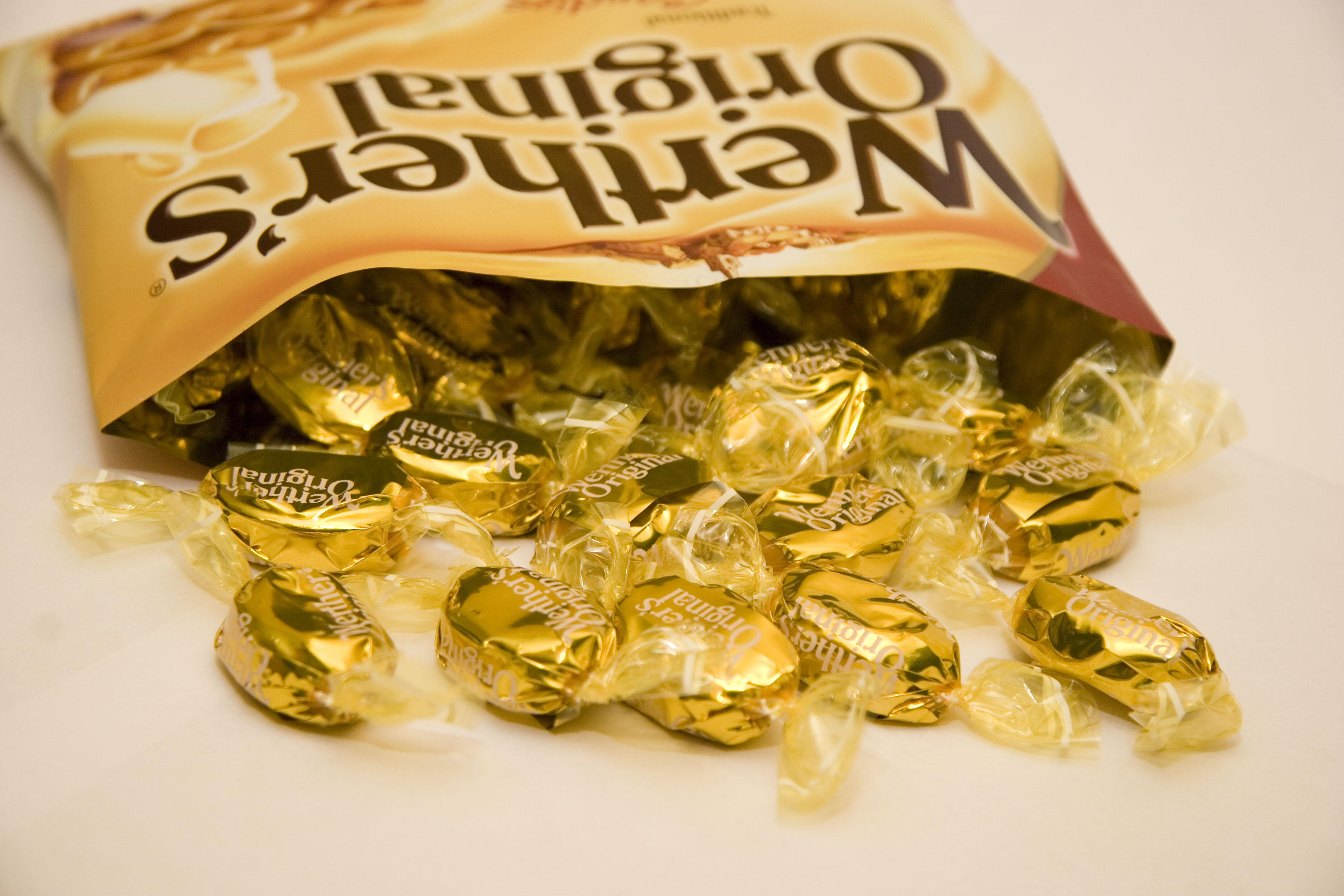

웨더스 오리지널(Werther's Original)은 독일 슈토르크(Storck) 사에서 만드는 캐러멜이다. 이 캐러멜에는 버터, 생크림, 설탕, 물엿, 소금이 포함된다.

## 역사
1903년에 설립된 슈토르크 사는 1969년부터 독일어로 '베르테르의 진짜'라는 뜻의 Werthers Echte(베르터스 에히테)라는 사탕을 팔기 시작했다. 1990년대에 국제 진출을 위해 이름을 영어식 베르터스 오리지널(Wether's Original)로 바꿨다.